# Běla Čermáková
Běla Čermáková, rozená Taimrová (24. dubna 1925 Cheb – 6. února 1963 Praha), byla česká malířka.

## Životopis
Z Chebu, kde se v roce 1925 narodila, se roku 1935 přestěhovala s rodiči do Českých Budějovic, kde maturovala na střední škole. V letech 1946–1952 studovala v Praze na Vysoké škole pedagogické u profesora Martina Salcmana a Cyrila Boudy a v letech 1949–1951 scénografii na AVU u profesora Františka Tröstra. V roce 1955 se stala členem Svazu československých výtvarných umělců. Do roku 1956 byla členkou spolku Štursa, od roku 1957 byla členkou tvůrčí Skupiny Máj 57. Na první výstavě skupiny byla zastoupena deseti obrazy a zúčastnila se všech jejích dalších výstav. Roku 1961 měla samostatnou výstavu v Galerii na Karlově náměstí a v roce 1962 v Domě umělců v Hradci Králové.
Na přelomu 50. a 60. let zesílila cenzura a skupina Máj uspořádala svou čtvrtou výstavu až roku 1961 v Poděbradech. Ta způsobila skandál a na zásah funkcionáře SČSVU Františka Grosse byla po třech dnech uzavřena. Další výstava skupiny Máj 57 se uskutečnila teprve roku 1964, po smrti Běly Čermákové, která tragicky zahynula 6. února 1963 na otravu svítiplynem.

## Dílo
Čermáková se ve svých zátiších a krajinách dostala od běžného barevně kultivovaného realismu postupnou sumarizací tvarů počátkem 60. let až k abstrakci. V jejích krajinách však zůstává čitelné reziduum skutečnosti.
Obrazy Běly Čermákové přinášejí vpád smyslového obohacení malby, uvolnění z tradiční linie moderní koncepce. Struktura barevného zpracování jejích krajin přerůstá význam plochy jako konstruktivního plánu. Obrazy zachovávají celost pohledu a vizuální skladbu krajiny – hutnost rozryté hlíny zoraných polí nebo strukturální motivy ze stavby.

### Zastoupení ve sbírkách
- Národní galerie v Praze
- Alšova jihočeská galerie v Hluboké nad Vltavou
- Galerie moderního umění v Roudnici nad Labem
- Oblastní galerie Vysočiny v Jihlavě

### Výstavy

#### Autorské
- 1961 Běla Čermáková, Galerie na Karlově náměstí, Praha
- 1962 Běla Čermáková: Obrazy, Dům umělců, Hradec Králové

#### Skupinové
- 1957 Mladé umění / Tvůrčí skupina Máj 57, Obecní dům - výstavní sály, Praha
- 1958/1959 Umění mladých výtvarníků Československa 1958. Obrazy a plastiky, Jízdárna Pražského hradu, Praha, Dům umění města Brna,
- 1958 2. výstava Skupiny Máj 57: Obrazy, plastiky, kresby, Palác Dunaj, Praha
- 1961 Realizace, Galerie Václava Špály, Praha
- 1961 Tvůrčí skupina Máj, Poděbrady
- 1961 Ze souboru moderního umění Alšovy jihočeské galerie, Vlastivědné muzeum, Vimperk
- 1962 Současné umění - obrazy a plastika - ze sbírky AJG, Vlastivědné muzeum, Kamenice nad Lipou
- 1962 Nejmenší kresby za nejnižší ceny, Malá galerie Československého spisovatele, Praha
- 1964 Tvůrčí skupina Máj, Galerie Nová síň, Praha
- 1966 Mistři české krajiny, Komorní divadlo, Hlinsko
- 1969 Česká krajina, Alšova jihočeská galerie v Hluboké nad Vltavou
- 1994 Ohniska znovuzrození, Městská knihovna Praha, Praha
- 2006 České umění XX. století: 1940-1970, Alšova jihočeská galerie v Hluboké nad Vltavou
- 2007 Skupina Máj 57, Pražský hrad, Císařská konírna, Praha

## Galerie

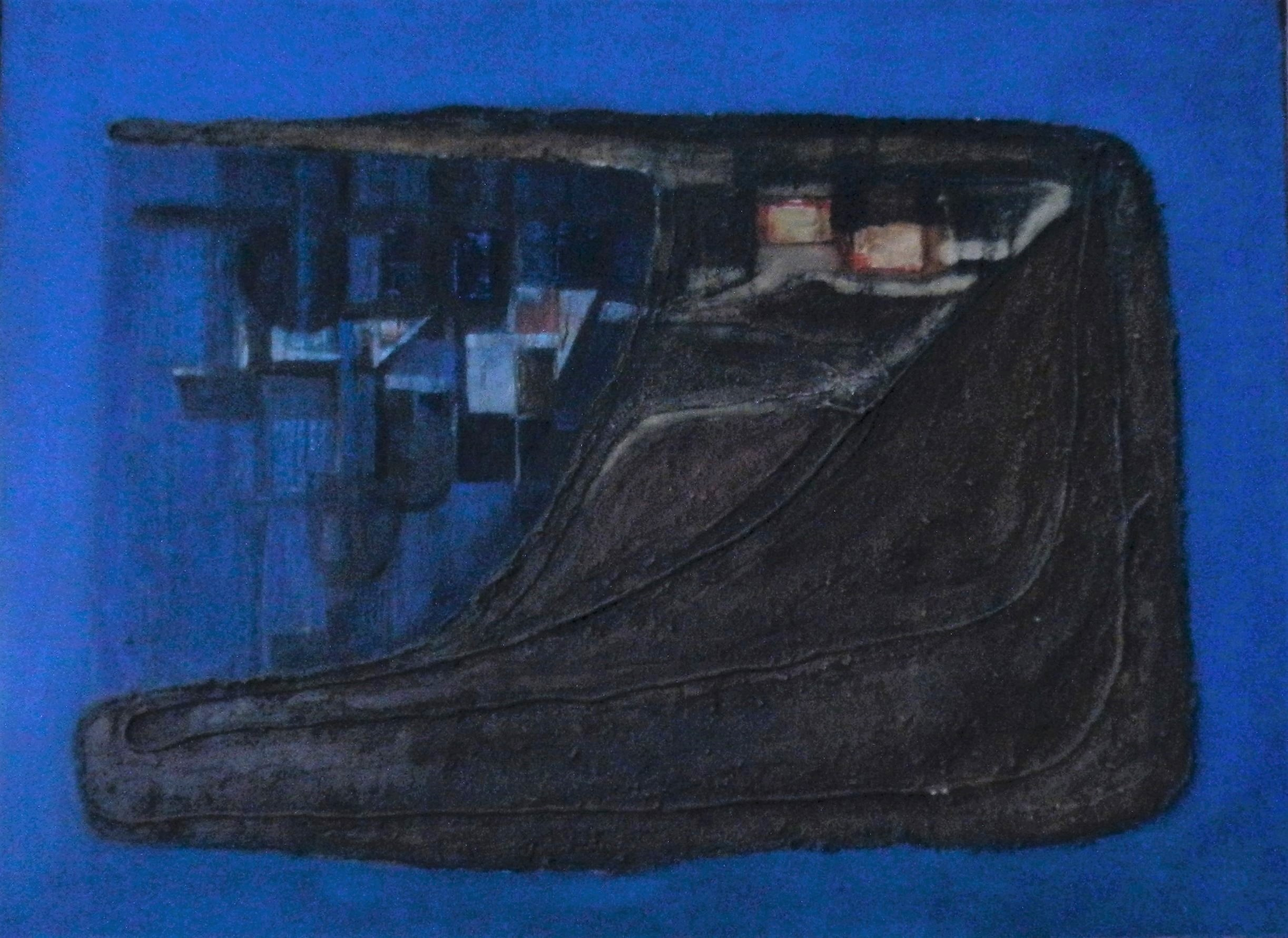
Modrá krajina (1962), olej na plátně, 120 x 90 cm

### Katalogy
- Tvůrčí skupina Máj, kat. 24 s., Galerie Nová síň, Praha 1964
- Současné umění - obrazy a plastika - ze sbírky AJG, Vlastivědné muzeum Kamenice nad Lipou 1962
- Skupina Máj, Tvůrčí skupina Máj, Poděbrady 1961
- Miloslav Chlupáč: Běla Čermáková, SČVU Praha 1961
- Realizace, Český fond výtvarných umění, Praha 1961
- Josef Císařovský, Umění mladých výtvarníků Československa 1958, Ústřední výbor Československého svazu mládeže (ÚV ČSM), Praha 1958
- 2. výstava Skupiny Máj 57: Obrazy, plastiky, kresby, 8 s., 16 reprodukcí, Palác Dunaj, Praha
- Miloslav Chlupáč, František Dvořák, Mladé umění / Tvůrčí skupina Máj 57, Obecní dům, Praha 1957